# Inner London
Inner London ("Londra interna") è il termine con cui si indicano i quartieri che formano la parte centrale della Grande Londra, circondati dalla Outer London ("Londra esterna"). 
La zona è stata ufficialmente definita per la prima volta nel 1965 ma per ragioni di statistica la definizione è stata cambiata nel corso del tempo.
I termini Inner London e Central London non possono essere utilizzati in modo intercambiabile per indicare la stessa zona: Londra interna è ufficialmente la zona più ricca in Europa, con la strada più cara del vecchio continente, con un reddito pro capite di circa 80000 $, mentre nel resto del Regno Unito il PIL pro capite è quasi 46000 $. Molte delle persone più ricche del mondo vivono nella zona occidentale e settentrionale della Londra interna, pur essendoci anche zone di povertà diffusa.

## Definizioni

### Definizione legislativa (1963)

Londra interna - definizione del London Government Act 1963

I borough della Inner London vennero definiti dal London Government Act 1963 per scopi quali il sistema di finanza pubblica locale. Essi corrispondono all'area della ex Contea di Londra. Tali borough includono:
- Camden
- Greenwich
- Hackney
- Hammersmith e Fulham
- Islington
- Kensington e Chelsea
- Lambeth
- Lewisham
- Southwark
- Tower Hamlets
- Wandsworth
- Westminster

La City of London non faceva parte della Contea di Londra e non è un borough londinese, ma può essere incluso nella definizione di Inner London. North Woolwich è un'anomalia perché, pur essendo stato parte della Contea di Londra, nel 1965 è stata trasferita all'interno di Newham, un borgo della Outer London.
Dal 1965 al 1990, la Inner London Education Authority ha coperto questi borghi e la Città di Londra, ma non North Woolwich.

### Definizione statistica

Londra interna - definizione dellONS

L'Office for National Statistics (ONS) e l'agenzia per il censimento definiscono la Inner London in modo diverso, aggiungendo Haringey e Newham, ma escludendo Greenwich. Questa definizione è utilizzata anche da Eurostat come livello NUTS 2. La superficie è di 319 km² e la popolazione nel 2011 (stima di metà anno) era 3 231 901.

### Distretto postale

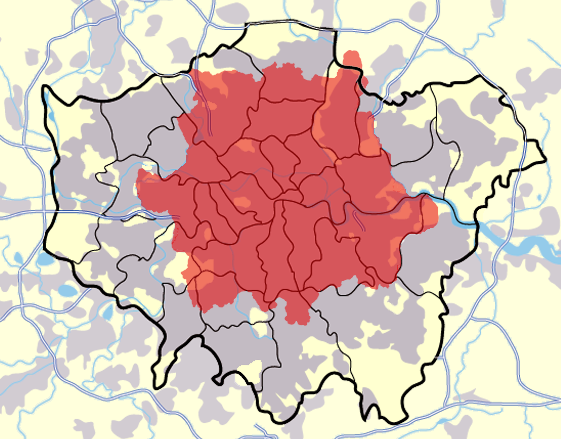
Distretto postale di Londra mostrato in rosso e il confine in nero della Grande Londra

L'area coperta dal distretto postale di Londra è a volte indicato come Inner London. Tuttavia essa non coincide con altre definizioni di Inner London in quanto la sua area è un po' più grande e copre 624 km². La parte meridionale del borough londinese di Lewisham, nonché una piccola parte di Greenwich ricadono al di fuori dei suoi confini, mentre 44 dei 119 distretti che in questa definizione ricadono nella Inner London sono in realtà nella Outer London. Inoltre a causa della sua forma irregolare, questa area si estende al di fuori del confine della Greater London a Mill Hill e Scratch Wood e oltre a Sewardstone.

### Prefisso telefonico
Dal 1990 al 2000 di Londra ha utilizzato due prefissi telefonici separati con un codice designato per la Inner London e un codice per la Outer London. Tuttavia l'area coperta da questo codice è ampiamente differente da tutte le definizioni di cui sopra e la maggior parte della Greater London è ora coperta da un unico prefisso, 020.

## Popolazione
I dati precedenti al 1971 sono stati ricostruiti dall'ONS basandosi su precedenti censimenti; i dati dal 1981 in avanti sono stime di metà anno dell'ONS.
| Data                     | Popolazione |
| ------------------------ | ----------- |
| 1891, 5/6 aprile         | 4 488 242   |
| 1901, 31 marzo/1º aprile | 4 859 558   |
| 1911, 2/3 aprile         | 4 998 237   |
| 1921, 19/20 giugno       | 4 972 870   |
| 1931, 26/27 aprile       | 4 893 261   |
| 1939, Stima di metà anno | 4 364 457   |
| 1951, 8/9 aprile         | 3 679 390   |
| 1961, 23/24 aprile       | 3 492 879   |
| 1971, 25/26 aprile       | 3 031 935   |
| 1981, Stima di metà anno | 2 550 100   |
| 1991, Stima di metà anno | 2 599 300   |
| 2001, Stima di metà anno | 2 859 400   |
| 2002, Stima di metà anno | 2 888 800   |
| 2003, Stima di metà anno | 2 894 400   |
| 2004, Stima di metà anno | 2 911 800   |
| 2005, Stima di metà anno | 2 947 800   |
| 2006, Stima di metà anno | 2 975 800   |
| 2007, Stima di metà anno | 3 003 400   |
| 2008, Stima di metà anno | 3 030 000   |
| 2009, Stima di metà anno | 3 061 000   |
| 2011, 27 marzo           | 3 231 901   |